# Adrián Vicente Yunta
Pour les articles homonymes, voir Vicente.
Adrián Vicente Yunta, né le 11 juin 1999, est un taekwondoïste espagnol.

## Carrière
Aux Championnats d'Europe 2018 à Kazan, Adrián Vicente remporte la médaille d'or dans la catégorie des moins de 54 kg.
Aux Championnats d'Europe 2021, il est médaillé d'argent dans la catégorie des moins de 58 kg, perdant en finale contre le Français Cyrian Ravet.
Lors des Championnats d'Europe 2022, il est médaillé de bronze, toujours dans la catégorie des moins de 58 kg.
Aux Jeux méditerranéens de 2022 à Oran, il remporte la médaille d'or dans la catégorie des moins de 58 kg.
En juin 2023, il est médaillé de bronze dans la catégorie des moins de 58 kg aux Championnats du monde de taekwondo à Bakou puis remporte sa première médaille d'or en Grand Prix à Rome ainsi qu'aux Jeux européens à Krynica-Zdrój.